# Oblast autonome kara-kirghiz
L'oblast autonome kara-kirghiz (en russe : Кара-Киргизская автономная область, Kara-Kirguizskaïa avtonomnaïa oblast), situé en Asie centrale, est créé le 14 octobre 1924 au sein de la République socialiste fédérative soviétique de Russie à partir des territoires majoritairement kazakh et kirghiz de la République socialiste soviétique autonome du Turkestan. Le 15 mai 1925, il est renommé oblast autonome kirghiz. Le 11 février 1926, il est réorganisé dans la République socialiste soviétique autonome kirghize (ne doit pas être confondu avec la république du même nom de 1920) et devient, le 5 décembre 1936, la République socialiste soviétique kirghize, une des républiques constituantes de l'Union soviétique.